# لوي غومرت
لوي غومرت (بالإنجليزية: Louie Gohmert)‏ ولد 18 أغسطس 1953 ،هو نائب في الكونغرس من حزب الجمهوريين عن الدائرة الانتخابية الأولى في تكساس. في 4 كانون الثاني 2015، أعلن غومرت انه سيتحدى جون بوينر لمنصب رئيس مجلس النواب. وقد هزم في التحدي بعد ذلك بيومين، يوم 6 يناير، 2015.